# Дру Сидора
Дру Сидора Питман (енгл. Drew Sidora Pittman) је америчка глумица и певачица. Позната је по сталној улози Шантел у Дизнијевим серијама То је тако Рејвен, као Луси Авила у филму Ухвати ритам из 2006. године, као Тион Воткинс на ВХ1 ТЛЦ, као и у ТВ серији Игра. Ушла је у Браво ријалити шоу Праве домаћице из Атланте у 2020. години.

## Каријера

### Глума
Сидора је снимила бројне филмове и била најмлађи члан Hook Players Theater Ensemble у Холивуду у Калифорнији са седиштем у Позоришту Ричард Приор. Када је имала 9 година, глумила је у филму Диве у продукцији Фокс ТВ-а заједно са Калил Кејн, Лизом Никол Керсон и Никол Ари Паркер. 
Поред улога у филмовима То је тако Рејвен, Ухвати ритам и Благословљени и проклети, Сидора је такође гостовала у филму Девојке из 2006. регрутер у Средњошколској групи девојака, као и филмовима Без трага, Игра и Шта ми се свиђа код тебе. Она се такође појавила у каснијим филмовима Беле рибе и Никад не умри сам, и учествовала у ГЛЦ синглу Honor me. 
Године 2013. добила је улогу члана Тион Ваткинс у групи девојака ТЛЦ у биографском филму групе који је емитован на ВХ1. Сидора је такође добила улогу као Генесис "Genny" Винтерс из 2014. на телевизији "Bounce TV".  

### Ријалити
Сидора је додата глумачкој екипи Праве домаћице из Атланте у тринаестој сезони. Први пут се појавила у децембру 2020. године.

### Музика
Сидора је учествовала је у стварању музике за филм Ухвати ритам са две песме под називом За љубав и До зоре 2006. године. У 2007. она је учествовала у стварању песме за филм Троје могу да играју игру са песмом Троје могу играти. У децембру 2008. године Сидора је постписала уговор са Slip-n-Slide Records. Године 2010, објављен је први сингл албума под називом Juke It. Глумила је љубавницу Треја Сонгза у видеу за Last Time на албуму Trey Day. Она се такође појављује у споту за песму Sexy Lady Јунг Берга. Такође се појавила и у споту за песму Шон Пола "Give It Up to Me".